# 石底
石底，是臺灣新北市平溪區的一個地名，也是全區行政中心所在，位於該區西南半部，範圍大致包括嶺腳里不含東南端凸出部分、平溪里、石底里、菁桐里、薯榔里、白石里、東勢里。

## 歷史
台灣清治末期至日治前期，石底地區為一街庄，稱為「石底庄」，隸屬於石碇堡。該庄西北與松柏崎庄、石硿仔庄、姜仔藔庄、暖暖街為鄰，東北與什份藔庄、柑腳庄為鄰，東南邊為濶瀨庄、楣仔藔庄、大舌湖庄、西南邊為玉桂嶺庄、大溪墘庄。
1901年（日治明治三十四年）11月，該庄隸屬於基隆廳，單獨編為第二十三區。1905年（明治三十八年）7月，第二十三區改名「石底區」。1920年（大正九年），該庄改制為「石底」大字，隸屬於臺北州基隆郡平溪庄，大字下有「石底」、「嶺腳寮」、「石筍尖」、「平溪子」、「柴橋坑」、「冬瓜寮坑」、「白石腳」、「菁桐坑」、「薯榔寮」、「東勢格」、「竿蓁林」、「竿蓁坑」、「番子坑」、「火燒寮」小字名。
戰後平溪庄改制為平溪鄉，隸屬於臺北縣，大字亦改制為村。2010年12月，臺北縣升格為新北市，平溪鄉改制為平溪區，村亦改制為里。

## 交通
台鐵平溪線經過石底地區，設有嶺腳車站、平溪車站，菁桐車站，後者為該路線端點站。由此等往東北可前往三貂嶺車站接宜蘭線。
市道106號大致以東北—西南走向經過本地區，往東北可前往瑞芳𫙮魚坑，往西南可前往深坑、新店、中和、板橋、新莊、泰山、林口等地。